# Sar-é Pol (province)
Pour les articles homonymes, voir Sar-é Pol.
Sar-é Pol est une province du nord-ouest de l'Afghanistan, dont la capitale s'appelle également Sar-é Pol.

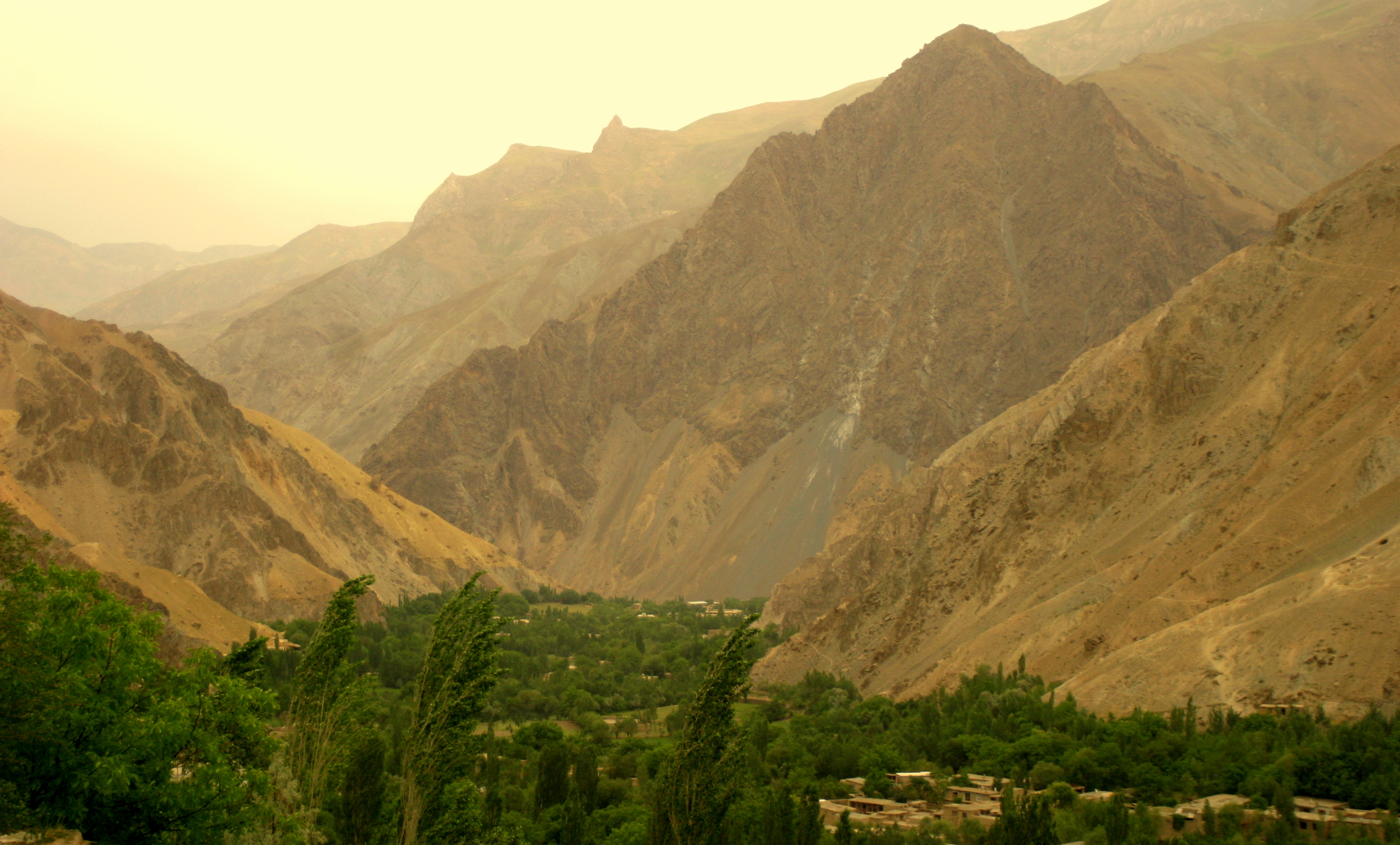
District de Balkhab